# Surp-Marinos-Kloster
Surp-Marinos-Kloster (armenisch Սուրբ Մարինոս վանք), auch Srkhouvank, Srxuvank’, war ein armenisches Kloster im Bezirk Gürpınar der Provinz Van südöstlich des Vansees in der Region Ostanatolien.
Das Kloster befindet sich an einem Berghang am Vansee und überblickt die Weiten und fruchtbaren Niederungen des Tales von Hoşap, heute bekannt als die Ebene von Gürpınar, das wiederum ehemals als Hayodz Dzor (armenisch Հայոց Ձոր) bekannt war – mit der Bedeutung: Tal der Armenier.

## Geschichte
Das Gründungsdatum des Klosters ist nicht bekannt und die Schlichtheit seiner Konstruktion erschwert die Datierung. Es hatte ursprünglicherweise den Namen Srkhouvank. Es wurde für eine Gemeinschaft von Nonnen gegründet und den Heiligen Marina und Theodora gewidmet. Es hatte ein reichhaltiges Skriptorium während der zweiten Hälfte des 16. Jahrhunderts; im Archiv Matenadaran in Jerewan werden fünf Manuskripte aus dem Kloster der heiligen Marina aufbewahrt. Die heute stark zerstörten Gebäudereste stammen vermutlich aus dem 17. Jahrhundert. Das Kloster existierte bis zum Völkermord an den Armeniern 1915 und wurde 1922 beschädigt.